# Oryza neocaledonica
Espèce
Statut de conservation UICN

 EN B1ab(iii)+2ab(iii) : En danger
Oryza neocaledonica, le riz sauvage calédonien, est une espèce de plantes à fleurs monocotylédones de la famille des Poaceae et de la sous-famille des oryzoideae, endémique de Nouvelle-Calédonie.
L'espèce a été découverte en 1993 à Pouembout, puis dans d’autres forêts sèches du nord de la Grande Terre.
C'est une espèce endémique, appartenant au même genre que les riz cultivés, mais produisant trop peu de grains pour être cultivable. Lors de sa découverte, les scientifiques ont été très surpris, car il existe peu d’espèces du genre Oryza, et ils ne pensaient pas pouvoir en découvrir encore de nouvelles.

## Aspect et forme générale
C’est une « herbe » assez discrète (20 à 80 cm). Comme toutes les graminées endémiques au Territoire, elle a un port très gracieux et bambusiforme (en forme de bambou). Ses tiges sont assez rigides car elles contiennent de la silice. De couleur vert sombre, elles sont marquées aux entre-nœuds par un cercle de teinte noire, qui permet de reconnaître facilement l’espèce.

### Les fleurs
Comme chez toutes les Poaceae, les fleurs de l'Oriza neocaledonica sont en forme d’épi et très discrètes. Les étamines sont plumeuses et blanches et dépassent de l’épi.

### La reproduction
Cette plante peut sans doute se reproduire avec des graines, mais la plupart du temps elle produit de nouveaux petits plants à sa base, qui se détachent et forment ensuite une nouvelle plante.

## Biotope
Oryza neocaledonica pousse dans les zones les plus humides des forêts sèches, sur des terrains plutôt plats et à l’ombre. Il a beaucoup moins besoin d’eau que le riz cultivé dans les rizières.

## Taxinomie
Oryza neocaledonica appartient au complexe d'espèces Oryza granulata, l'un des quatre complexes d'espèces reconnus au sein du genre Oryza, et qui comprend cinq espèces validement publiées : Oryza abromeitiana, Oryza granulata, Oryza indandamanica, Oryza meyeriana et Oryza neocaledonica. Cependant, seules les deux espèces largement distribuées,Oryza granulata et Oryza meyeriana, sont généralement reconnues, les trois autres représentées par des populations restreintes étant considérées comme des variantes locales des deux premières.
Ce complexe d'espèces est classée au sein du genre Oryza dans la section Padia, qui est la lignée primitive et ancestrale de ce genre. Oryza neocaledonica est la seule espèce de ce complexe qui se rencontre à l'est de la ligne Wallace.  

## Anecdote
Actuellement stocké dans les laboratoires à Montpellier, il pourrait avoir des propriétés intéressantes (des gènes de résistance à certaines maladies par exemple), que l’on pourrait utiliser pour d’autres espèces de riz cultivées dans le monde. C’est une découverte importante, dans la mesure où le riz est l’une des céréales les plus consommées sur Terre.